# Diemen Zuid vasútállomás
Diemen Zuid vasútállomás vasútállomás Hollandiában, Diemen községben,  településen.

## Vasútvonalak
Az állomást az alábbi vasútvonalak érintik:
- Weesp–Leiden-vasútvonal
- 53-as metró

## Kapcsolódó állomások
A vasútállomáshoz az alábbi állomások vannak a legközelebb:
- Duivendrecht (Leiden Centraal vasútállomás, Weesp–Leiden-vasútvonal)
- Weesp vasútállomás (Weesp vasútállomás, Weesp–Leiden-vasútvonal)
- Venserpolder metro station (Metrostation Centraal Station, 53-as metró)
- Verrijn Stuartweg metro station (Gaasperplas metróállomás, 53-as metró)